# Aldatz
Aldatz en basque ou Aldaz en espagnol est une commune située dans la municipalité de Larraun de la communauté forale de Navarre, dans le Nord de l'Espagne.
Cette commune se situe dans la zone bascophone de la Navarre. Elle est située dans la mérindade de Pampelune, à 33km de Pampelune. Sa population en 2021 était de 116 habitants.

## Géographie
La ville d'Aldatz est située dans la partie nord-est de la commune de Larraun. La superficie de la commune est de 8,4km², et se limite au nord avec le mont Arrizubi; à l'est avec la municipalité de Basaburua; au sud avec la commune d'Arruitz, et à l'ouest avec celle d'Etxarri. Sa densité de population est de 15,48 hab/km².
|         | mont Arrizubi |           |
| Etxarri | Aldatz        | Basaburua |
|         | Arruitz       |           |

## Population
| 2000 | 2001 | 2002 | 2003 | 2004 | 2005 | 2006 | 2007 | 2008 |
| ---- | ---- | ---- | ---- | ---- | ---- | ---- | ---- | ---- |
| 118  | 115  | 117  | 172  | 127  | 131  | 128  | 123  | 122  |

| 2009 | 2010 | 2011 | 2012 | 2013 | 2014 | 2015 | 2016 | 2017 |
| ---- | ---- | ---- | ---- | ---- | ---- | ---- | ---- | ---- |
| 124  | 122  | 124  | 125  | 131  | 130  | 138  | 126  | 123  |

| 2018 | 2019 | 2020 | 2021 | - | - | - | - | - |
| ---- | ---- | ---- | ---- | - | - | - | - | - |
| 122  | 120  | 116  | 116  | - | - | - | - | - |